# Lawrence Hill (Autor)

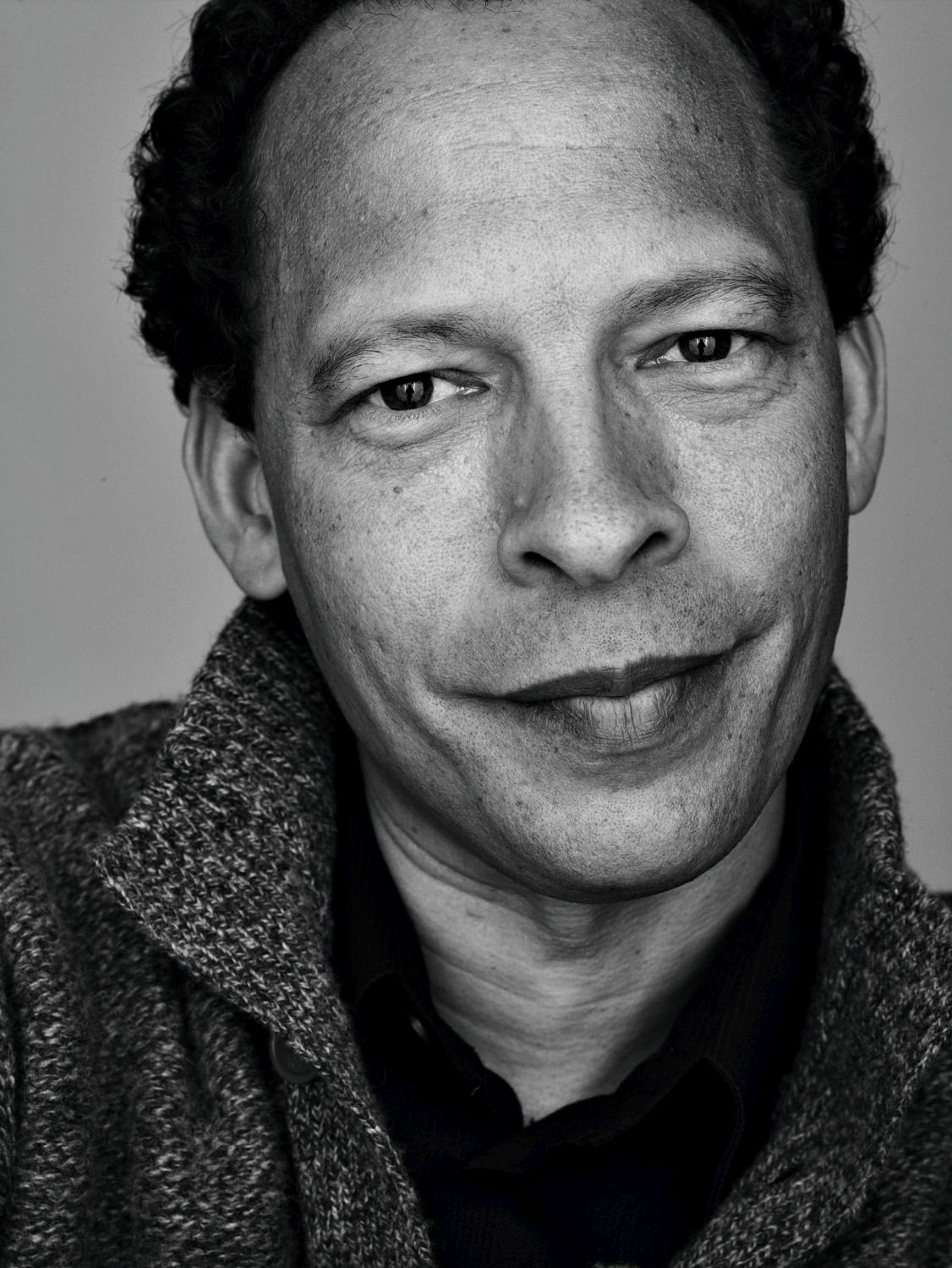
Lawrence Hill (2009)

Lawrence Hill (* 24. Januar 1957 in Newmarket (Ontario)) ist ein kanadischer Schriftsteller. 

## Leben
Lawrence Hills Vater Daniel G. Hill war ein kanadischer Soziologe und Hochschullehrer, der aus den USA stammte und Anfang der 1950er Jahre zum Studium nach Kanada zog. Seine Mutter Donna Hill ist wie sein Vater Bürgerrechtlerin und ebenfalls Historikerin des schwarzen Amerika. Sein 1954 geborener Bruder Dan Hill ist Popsänger, seine Schwester Karen Hill ist Schriftstellerin.
Lawrence Hill wuchs in Toronto auf und besuchte dort die University of Toronto Schools. Er machte einen B.A. in Ökonomie an der Universität Laval in Québec und erhielt einen Master in Literatur an der Johns Hopkins University in Baltimore. Er arbeitete vier Jahre bei der Zeitung The Globe and Mail und danach bei der Winnipeg Free Press, für die er ab 1984 für zwei Jahre Parlaments- und Regierungskorrespondent und Büroleiter in Ottawa war. Hill reiste als freiwilliger Helfer nach Kamerun, Mali und in den Niger. 
Ab 1986 arbeitete Hill nurmehr als Schriftsteller. Er veröffentlichte mehrere historische und soziologische Bücher über die Rassenfrage in Nordamerika. Außerdem schrieb er eine Anzahl Romane. Der bekannteste Roman The Book of Negroes (2007) wurde vielfach ausgezeichnet, wurde übersetzt und kam in mehr als zehn Ländern heraus.  
Hill erhielt eine Reihe Auszeichnungen und wurde Ehrendoktor der University of Toronto, Wilfrid Laurier University, University of Waterloo und der Dalhousie University. Er ist Senior Fellow am Massey College der University of Toronto.
Lawrence Hill wohnt mit seiner Frau in Burlington, Ontario. Das Paar hat fünf Kinder.
Hill sprach im Februar 2019 auf der Jahresversammlung der Gesellschaft für Kanada-Studien über Mining Fiction and Essays to Meditate on Black History, Identity and Intersectionality.

## Auszeichnungen (Auswahl)
- Rogers Writers’ Trust Fiction Prize, 2007
- Commonwealth Writers’ Prize, 2008
- Member des Order of Canada (CM), 2015[2]
- Molson Prize 2017 (zus. mit Kent Roach), für sein Gesamtwerk
- Die Zeitschrift "Literary Review of Canada" wertete Book of Negroes im Jahr 2016 als eines von 25 Büchern, die in Kanada in den letzten 25 Jahre am einflussreichsten gewesen sind.
- Mitglied der Royal Society of Canada, 2024

## Werke (Auswahl)
- Some Great Thing. Roman. Turnstone, Winnipeg 1992
- Trials and Triumphs: The Story of African-Canadians. Umbrella, Toronto 1993
- Women of Vision: The Story of the Canadian Negro Women's Association. Umbrella, Toronto 1996
- Any Known Blood. Roman. HarperCollins, Toronto 1997
- Black Berry, Sweet Juice: On Being Black and White in Canada. Autobiografie. HarperCollins Canada, Toronto 2001
- The Book of Negroes. Roman. HarperCollins, Toronto 2007 (auch: Someone Knows My Name)
  - Übers. Werner Löcher-Lawrence: Ich habe einen Namen. Roman. DuMont, Köln 2012 ISBN 978-3-8321-6205-4; Hörbuch: Stimme Gabriele Blum, nur als Download, bei Audible (16 h)
- mit Joshua Key: The Deserter's Tale: The Story of an Ordinary Soldier Who Walked Away from the War in Iraq. Anansi, Toronto 2007 (Hill ist Bearbeiter)
  - Übers. Anne Emmert: Ich bin ein Deserteur. Mein Leben als Soldat im Irakkrieg und meine Flucht aus der Armee. Hoffmann & Campe, Hamburg 2007
- Dear Sir, I Intend to Burn Your Book. An Anatomy of a Book Burning. University of Alberta Press, Edmonton 2013
- Blood: The Stuff of Life. Anansi, Toronto 2013
- The Illegal. Roman. 2015
  - Carole Noël, Marianne Noël-Allen. Übers.: Le Sans-Papiers. (franz.) Les éditions de la Pleine Lune, Montreal 2016. Übersetzung auf der Shortlist des Governor General’s Literary Award for Translation